# 百済王鏡仁
百済王 鏡仁（くだらのこにきし きょうにん、生没年不詳）は、奈良時代から平安時代初期にかけての貴族。刑部卿・百済王教徳の子。官位は従五位上・河内守。

## 経歴
桓武朝の延暦9年（790年）従五位下・豊後介に叙任される。延暦18年（799年）治部少輔次いで右少弁に任ぜられると、延暦24年（805年）右中弁と桓武朝後期は弁官を務め、この間従五位上に昇叙されている。桓武朝末の延暦25年（806年）河内守として再び地方官に転じた。

## 官歴
『六国史』による。
- 時期不詳：正六位上
- 延暦9年（790年） 2月27日：従五位下。3月10日：豊後介
- 延暦18年（799年） 2月20日：治部少輔。6月16日：右少弁
- 時期不詳：従五位上
- 延暦24年（805年） 正月16日：右中弁
- 延暦25年（806年） 正月28日：河内守

## 系譜
- 父：百済王教徳[1]
- 母：不詳
- 妻：不詳